# Småskär
För andra betydelser, se Småskär (olika betydelser).

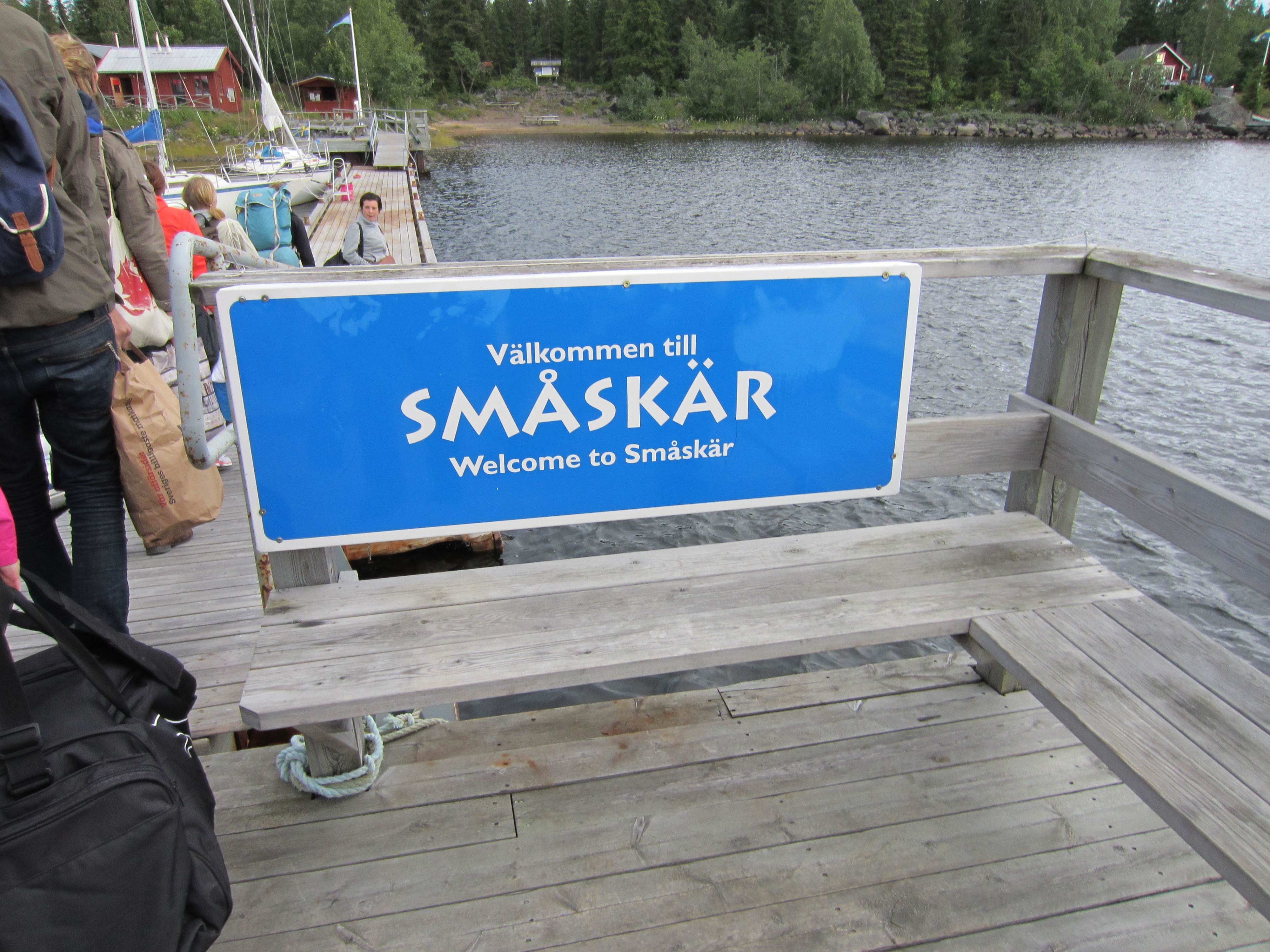
Välkommen till Småskär

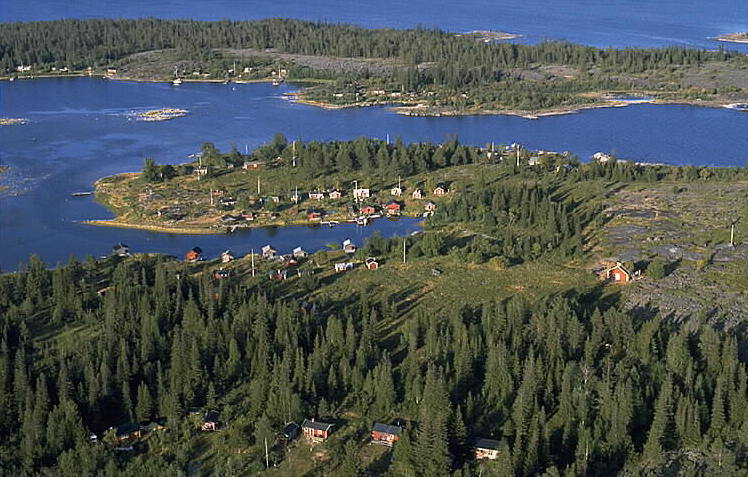
Flygbild

Småskär eller Småskären är en ö i Lule skärgård i Bottenviken i Luleå kommun. Småskär var tidigare ett flertal små skär som med tiden växte samman till ett mindre antal öar på grund av postglacial landhöjning. Finnskäret och Klyvan är fortfarande egna öar. På Småskär finns ett fiskeläge och det lilla Småskärs kapell från 1720 som därmed är det äldsta i Lule skärgård. Till ön går sommartid turtrafik från Luleå. Öarna är sedan 1967 artskyddsområde. Söder och öster om ön ligger Småskärens klippors naturreservat. En grannö i nordväst är Mjoön.